# Jamie Drysdale
Jamie Drysdale (Toronto, Ontario, 8 de abril de 2002) es un jugador profesional canadiense de hockey sobre hielo que se desempeña en la posición de defensor derecho en Philadelphia Flyers, equipo de la National Hockey League (NHL).

## Carrera
Fue seleccionado en la primera ronda en la NHL Entry Draft de 2020. Hizo su debut profesional con el equipo Anaheim Ducks, en el cual jugó cuatro temporadas (2020-2023), después pasó a Philadelphia Flyers, donde lleva jugando una temporada.